# Wiring (programovací jazyk)
Wiring je programovací jazyk vytvořený pro programování mikrokontroléru bez specifických znalostí hardware. V současné době je nejznámější jako součást open-source platformy Arduino, kde má podobu frameworku v jazyce C++. Wiring vznikl pro vývojový kit podobný Arduinu a vychází z dalšího open-source projektu Processing. Pro programování v jazyce Wiring se nejčastěji používá integrované vývojové prostředí Arduino IDE, k dispozici jsou ale i další vývojová prostředí jako Arduino Eclipse. Wiring vyžaduje mikrokontrolér se zaváděcím programem, typicky desku Arduino osazenou čipy ATmega. Prvotním autorem jazyka je Hernando Barragán, který ho definoval ve své diplomové práci na italském institutu IDII (Interaction Design Institute Ivrea) jako součát prototypovacích nástrojů pro elektroniku a programování.

## Hlavní rysy programování ve Wiring

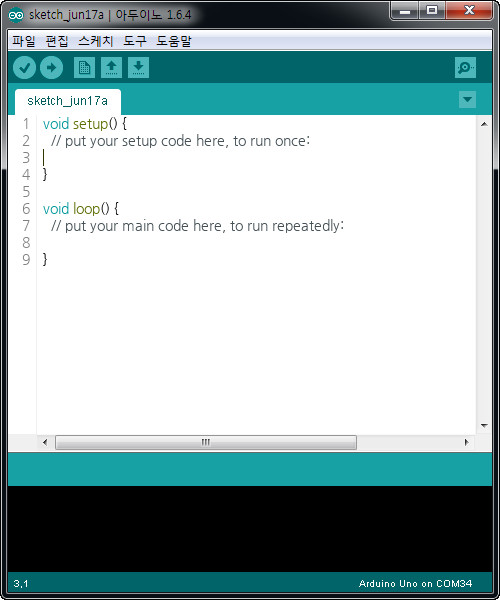
Arduino IDE

Program v jazyce Wiring se nazývá sketch a typicky má dvě hlavní části:
- setup() – funkce, která se spustí jednou na začátku programu a zpravidla obsahuje počáteční nastavení.
- loop() – automaticky opakovaně volaná funkce, když je deska Arduino připojena k napájení.

Prvním programem pro začátečníky je blikání LED (dioda emitující světlo):
```
int
 
ledPin
 
=
 
WLED
;
 
// pojmenování LED

void
 
setup
 
()
 
{

 
pinMode
(
ledPin
,
 
OUTPUT
);
 
// nastavení pinu do digitální výstup

}

void
 
loop
 
()
 
{

 
digitalWrite
(
ledPin
,
 
HIGH
);
 
// zapnutí LED

 
delay
 
(
1000
);
 
// počkáme jednu sekundu (1000 milisekund)

 
digitalWrite
(
ledPin
,
 
LOW
);
 
// vypnutí LED

 
delay
 
(
1000
);
 
// počkáme jednu sekundu 

}

```

Při pokročilejší programování Arduina se používá jazyk C++. Jeho kód se zapisuje běžným způsobem přímo do kódu ve Wiring, protože Arduino IDE používá překladač C++.